# 8922 Kumanodake
8922 Kumanodake este un asteroid din centura principală de asteroizi.

## Descriere
8922 Kumanodake este un asteroid din centura principală de asteroizi. A fost descoperit pe 10 noiembrie 1996 la Nanyo de Tomimaru Okuni. El prezintă o orbită caracterizată de o semiaxă mare de 2,30 ua, o excentricitate de 0,11 și o înclinație de 4,9° în raport cu ecliptica.